# Strikeforce: Shamrock vs. Baroni
Strikeforce: Shamrock vs. Baroni foi um evento de artes marciais mistas co-promovido pelo Strikeforce e pelo EliteXC. O evento aconteceu em 22 de junho de 2007 no HP Pavilion em San Jose, California. O evento principal foi ao ar no pay-per-view, com o card preliminar transmitido no site ProElite.com. O evento PPV foi reprisado no canal à cabo Showtime em 30 de junho de 2007.

## Bolsas
Pagamentos notáveis de lutadores (em dólares)

| Lutador        | Ganhos da luta | Notas                       |
| -------------- | -------------- | --------------------------- |
| Frank Shamrock | $200,000       |                             |
| Phil Baroni    | $100,000       |                             |
| Cung Le        | $45,000        |                             |
| Murilo Rua     | $50,000        | Incluindo $25K pela vitória |
| Paul Buentello | $50,000        | Incluindo $25K pela vitória |

## Controvérsia
- Frank Shamrock foi criticado por empurrar o inconsciente Phil Baroni para longe dele usando a perna em vez de permitir que o árbitro puxasse  Phil de Frank.[4] Em uma pergunta na entrevista pós-luta quando questionado sobre o incidente, Shamrock disse que: "[Phil] era muito pesado por cima de mim... ele estava me espremendo... ele estava deitado na minha perna e no meu peito... foi isso. E eu pensei que parecia melhor diante das câmeras.".[5]
- O lutador Carter Williams foi pego pela CSAC por ter testado positivo para cocaína.[6] Ele foi penalizado em $1,000 e suspenso até 19 de Dezembro de 2007.
- O lutador Phil Baroni testou positivo para Boldenona e esteroides metabolizantes Estanozolol de acordo com a Comissão Atlética do Estado da Califórnia (CSAC). Ele foi penalizado em $2,500 e suspenso por um ano no estado da Califórnia. Baroni negou ter tomado algumas substância proibida, e recorreu da decisão. Em 31 de Outubro de 2007, a suspensão de Baroni foi reduzida para 6 meses.[7]
- Jeffrey Cachia enfrentou 3-0 Shigeru Momoi que viajou de Okinawa, Japão para o evento. Após bloquear um round house kick de Momoi, Cachia esquivou e conseguiu pegar Momoi em uma guilhotina obrigando Momoi a desistir aos 1:58 do primeiro round. Muitos espectadores disseram que Momoi escorregou ao tentar o chute, dando à Cachia a chance de encaixar o golpe. Muitos disseram que Cachia teve sorte e antes da luta, o favorito era Momoi.

## Ligações Externas
- Site Oficial do Strikeforce
- Site Oficial do EliteXC